# 코블러 (영화)
《코블러》(영어: The Cobbler)는 2014년 공개된 미국의 마술적 사실주의 코미디 드라마 영화이다. 톰 매카시 감독이 연출하고 애덤 샌들러가 주인공으로 출연하였다.

## 줄거리
뉴욕 신발 수선공 맥스는 집안에 내려오는 재봉틀로 수선한 신발을 신으면 그 신발의 주인으로 변신할 수 있다는 걸 알게 된다.  

## 출연
- 애덤 샌들러
- 클리프 "메소드 맨" 스미스
- 더스틴 호프먼
- 스티브 부세미
- 멜로니 디애즈
- 엘런 바킨
- 댄 스티븐스
- 손드라 제임스
- 다샤 폴랑코
- 린 코언
- 프리츠 위버
- 율 바스케스
- 크레이그 워커
- 조이 슬로트닉
- 케빈 브레즈너핸
- 킴 클루티에이
- 대니 매스트로조지오
- 얼레이나 캠포리스
- 그레타 리
- 도니 케셔워즈
- 에이드리언 블랙
- 재러드 샌들러
- 글렌 플레슐러

## 기타 제작진
- 공동 제작: 도미닉 루스탐, 케이트 처칠
- 배역: 케리 바든, 앨리슨 에스트린, 폴 슈네이
- 미술: 스티븐 H. 카터
- 세트: 세라 E. 맥밀런
- 헤어: 에린 힉스
- 특수 효과: 드루 지리타노
- 시각 효과: 제이크 브레이버
- 제작 관리: 마이클 비더먼
- 조감독: 루크 크로퍼드